# Basketball-Bundesliga 2012-2013
La Basketball-Bundesliga 2012-2013 è stata la 47ª edizione del massimo campionato tedesco di pallacanestro maschile. La vittoria finale è stata ad appannaggio del Brose Baskets Bamberg.

## Stagione regolare
|     | Squadra                          | G  | V  | P  | PF    | PS    | Pt. | Qualificazione     |
| --- | -------------------------------- | -- | -- | -- | ----- | ----- | --- | ------------------ |
| 1.  | Brose Baskets Bamberg            | 34 | 26 | 8  | 2.915 | 2.536 | 52  | playoffs           |
| 2.  | EWE Baskets Oldenburg            | 34 | 25 | 9  | 2.670 | 2.432 | 50  | playoffs           |
| 3.  | Ratiopharm Ulm                   | 34 | 24 | 10 | 2.888 | 2.642 | 48  | playoffs           |
| 4.  | F.C. Bayern München              | 34 | 21 | 13 | 2.823 | 2.555 | 42  | playoffs           |
| 5.  | ALBA Berlin                      | 34 | 20 | 14 | 2.689 | 2.558 | 40  | playoffs           |
| 6.  | Artland Dragons                  | 34 | 20 | 14 | 2.634 | 2.614 | 40  | playoffs           |
| 7.  | Telekom Baskets Bonn             | 34 | 18 | 16 | 2.779 | 2.766 | 36  | playoffs           |
| 8.  | Phoenix Hagen                    | 34 | 18 | 16 | 2.955 | 3.056 | 36  | playoffs           |
| 9.  | Würzburg Baskets                 | 34 | 17 | 17 | 2.430 | 2.395 | 34  |                    |
| 10. | Walter Tigers Tübingen           | 34 | 16 | 18 | 2.654 | 2.728 | 32  |                    |
| 11. | Eisbären Bremerhaven             | 34 | 15 | 19 | 2.697 | 2.732 | 30  |                    |
| 12. | TBB Trier                        | 34 | 15 | 19 | 2.567 | 2.584 | 30  |                    |
| 13. | Phantoms Basketball Braunschweig | 34 | 14 | 20 | 2.560 | 2.628 | 28  |                    |
| 14. | Skyliners Frankfurt              | 34 | 14 | 20 | 2.433 | 2.426 | 28  |                    |
| 15. | BBC Bayreuth                     | 34 | 14 | 20 | 2.530 | 2.642 | 28  |                    |
| 16. | Mitteldeutscher BC               | 34 | 13 | 21 | 2.530 | 2.651 | 26  |                    |
| 17. | EnBW Ludwigsburg                 | 34 | 12 | 22 | 2.546 | 2.663 | 24  | retrocesse in ProA |
| 18. | Gießen 46ers                     | 34 | 4  | 30 | 2.339 | 3.031 | 2   | retrocesse in ProA |

## Playoff
|  | Quarti di finale | Quarti di finale | Quarti di finale |               |               | Semifinali | Semifinali | Semifinali |  |  | Finali | Finali    | Finali |
|  |                  |                  |                  |               |               |            |            |            |  |  |        |           |        |
|  | 1.               | Bamberger        | 3                |               |               |            |            |            |  |  |        |           |        |
|  | 8.               | Phoenix Hagen    | 1                |               |               |            |            |            |  |  |        |           |        |
|  | 8.               | Phoenix Hagen    | 1                |               | 1.            | Bamberger  | 3          |            |  |  |        |           |        |
|  |                  |                  |                  |               | 1.            | Bamberger  | 3          |            |  |  |        |           |        |
|  |                  | 4.               | Bayern Monaco    | 2             |               |            |            |            |  |  |        |           |        |
|  | 4.               | 4.               | Bayern Monaco    | 2             | Bayern Monaco | 3          |            |            |  |  |        |           |        |
|  | 4.               |                  |                  |               | Bayern Monaco | 3          |            |            |  |  |        |           |        |
|  | 5.               | Alba Berlino     | 0                |               |               |            |            |            |  |  |        |           |        |
|  |                  |                  |                  |               |               |            |            |            |  |  | 1.     | Bamberger | 3      |
|  |                  |                  | 2.               | EWE Oldenburg | 0             |            |            |            |  |  |        |           |        |
|  | 3.               | Ulma             | 3                |               |               |            |            |            |  |  |        |           |        |
|  | 6.               | Artland Dragons  | 0                |               |               |            |            |            |  |  |        |           |        |
|  | 6.               | Artland Dragons  | 0                |               | 3.            | Ulma       | 2          |            |  |  |        |           |        |
|  |                  |                  |                  |               | 3.            | Ulma       | 2          |            |  |  |        |           |        |
|  |                  | 2.               | EWE Oldenburg    | 3             |               |            |            |            |  |  |        |           |        |
|  | 2.               | 2.               | EWE Oldenburg    | 3             | EWE Oldenburg | 3          |            |            |  |  |        |           |        |
|  | 2.               |                  |                  |               | EWE Oldenburg | 3          |            |            |  |  |        |           |        |
|  | 7.               | Telekom Bonn     | 2                |               |               |            |            |            |  |  |        |           |        |

| Basketball-Bundesliga 2012-2013 |
| ------------------------------- |
| Brose Bamberg 6º titolo         |

## Squadra vincitrice
| N°   | Naz.                          | Ruolo | Sportivo         |      | Alt. |  |
| ---- | ----------------------------- | ----- | ---------------- | ---- | ---- |  |
| 5    | Stati Uniti (bandiera)        | P     | John Goldsberry  | 1982 | 191  |  |
| 7    | Slovenia (bandiera)           | A     | Boštjan Nachbar  | 1980 | 206  |  |
| 9    | Germania (bandiera)           | G     | Karsten Tadda    | 1988 | 190  |  |
| 10   | Germania (bandiera)           | AG    | Johannes Richter | 1993 | 203  |  |
| 12   | Germania (bandiera)           | G     | Daniel Schmidt   | 1990 | 185  |  |
| 14   | Germania (bandiera)           | C     | Philipp Neumann  | 1992 | 209  |  |
| 15   | Stati Uniti (bandiera)        | AG    | Sharrod Ford     | 1982 | 206  |  |
| 18   | Germania (bandiera)           | A     | Manuel Rockmann  | 1991 | 193  |  |
| 20   | Stati Uniti (bandiera)        | P     | Alex Renfroe     | 1986 | 191  |  |
| 23   | Stati Uniti (bandiera)        | AP    | Casey Jacobsen   | 1981 | 198  |  |
| 24   | Macedonia del Nord (bandiera) | A     | Jeremiah Massey  | 1982 | 202  |  |
| 25   | Slovacchia (bandiera)         | P     | Anton Gavel      | 1984 | 189  |  |
| 33   | Germania (bandiera)           | C     | Maik Zirbes      | 1990 | 207  |  |
| 44   | Australia (bandiera)          | C     | A.J. Ogilvy      | 1988 | 211  |  |
| 55   | Stati Uniti (bandiera)        | A     | Matt Walsh       | 1982 | 197  |  |
| All. | Stati Uniti (bandiera)        |       | Chris Fleming    |      |      |  |

## Premi e riconoscimenti
- MVP regular season:  John Bryant, ratiopharm Ulm
- MVP finals:  Anton Gavel, Brose Bamberg
- Allenatore dell'anno:  Sebastian Machowski, EWE Baskets Oldenburg
- Attaccante dell'anno:  John Bryant, ratiopharm Ulm
- Difensore dell'anno:  Anton Gavel, Brose Bamberg
- Giocatore più migliorato:  Dennis Schröder, Phantoms Braunschweig
- Premio Pascal Roller:  Per Günther, ratiopharm Ulm
- Rookie dell'anno:  Nicolai Simon, ALBA Berlin
- All-BBL First Team:
  - G  Jared Jordan, Telekom Baskets Bonn
  - G  Anton Gavel, Brose Bamberg
  - F  Rickey Paulding, EWE Baskets Oldenburg
  - F  Deon Thompson, ALBA Berlin
  - C  John Bryant, ratiopharm Ulm
- All-BBL Second Team:
  - G  Tyrese Rice, Bayern Monaco
  - G  Davin White, Phoenix Hagen
  - F  Reggie Redding, Walter Tigers Tübingen
  - F  Chevon Troutman, Bayern Monaco
  - C  Adam Chubb, EWE Baskets Oldenburg